# Jonas Svensson (tenista)
Jonas Svensson (Gotemburgo, Suecia, 21 de octubre de 1966) es un exjugador profesional de tenis. 
Durante su carrera fue semifinalista dos veces de Roland Garros (1988 y  1990) siendo derrotado en ambas ocasiones. 
En Roland Garros 1988 derrotó a Ivan Lendl en cuartos de final, perdiendo en las semifinales con Henri Leconte. En 1990 y en el mismo torneo derrotó a Sergi Bruguera en 5 sets y en 2ª ronda a Stefan Edberg. Perdió con Andre Agassi en semifinales. 
En el Abierto de Australia de 1989 derrotó a Boris Becker en 4ª ronda.
Llegó a ganar cinco títulos individuales alcanzando el 10º puesto del mundo.

## Individuales
| Leyenda                |
| Grand Slam (0)         |
| Tennis Masters Cup (0) |
| ATP Masters Series (0) |
| ATP Tour (5)           |

| No. | Fecha                 | Torneo                                                   | Superficie | Oponente en la final | Resultado               |
| 1.  | 7 de abril de 1986    | Colonia Grand Prix, Colonia, Alemania                    | Dura       | Stefan Eriksson      | 6–7, 6–2, 6–2           |
| 2.  | 26 de octubre de 1987 | BA-CA TennisTrophy, Viena, Austria                       | Dura       | Amos Mansdorf        | 1–6, 1–6, 6–2, 6–3, 7–5 |
| 3.  | 29 de febrero de 1988 | Lorraine Open, Metz, Francia                             | Moqueta    | Michiel Schapers     | 6–2, 6–4                |
| 4.  | 8 de octubre de 1990  | Adidas Open de Toulouse Midi-Pyrénées, Toulouse, Francia | Dura       | Fabrice Santoro      | 7–6, 6–2                |
| 5.  | 11 de marzo de 1991   | Copenhague Open, Copenhague, Dinamarca                   | Moqueta    | Anders Järryd        | 6–7(5), 6–2, 6–2        |